# Cintray (Eure-et-Loir)
Cintray è un comune francese di 458 abitanti situato nel dipartimento dell'Eure-et-Loir nella regione del Centro-Valle della Loira.

## Società

### Evoluzione demografica
Abitanti censiti